# 布久乡
布久乡是西藏自治区林芝市巴宜区一乡。布久乡位于巴宜区中心以南，在巴宜区中心与林芝机场之间，临近306省道。

## 行政区划
下辖以下地区：仲沙巴村、甲日卡村、麦巴村、珠曲登村、嘎玛村、孜热村、仲果村、杰麦村、简切村和朵当村。